# Скоропадская, Анастасия Марковна
Анастаси́я Ма́рковна Скоропа́дская, урожд. Маркевич (укр. Анастасія Марківна Скоропадська. 1667 — 19 декабря 1729, Глухов) — вторая жена гетмана обоих берегов Днепра Войска Запорожского Ивана Скоропадского.

## Биография
Отцом Анастасии был прилуцкий купец, по преданию — из евреев, Марк Аврамович Маркович — родоначальник Марковичей (Маркевичей). В первом браке была замужем за генеральным бунчужным Константином Голубом.
Около 1700 г. вдова повторно вышла замуж за И. Скоропадского, который был в то время при гетмане Мазепе также генеральным бунчужным, а потом вскоре стал генеральным есаулом.
Была широко известна не только в Гетманщине, но и далеко за её пределами, в частности, на Слобожанщине, в Москве и Санкт-Петербурге. В народе её часто называли Настей или гетманшей.
Анастасия Марковна была первой женщиной-малороссиянкой в роли великосветской дамы. Вошла в историю благодаря своему настолько сильному влиянию на мужа, что сложилась народная пословица: «Иван носит плахту, а Настя — булаву». Нередко лично принимала в Глухове важных гостей из России, вмешивалась в государственные дела супруга.
Часто благодаря высокому положению своего мужа получала от казацких старшин и российских сановников драгоценные подарки, пользовалась у них почëтом и уважением. Так, в декабре 1710 г. генерал-фельдмаршал граф Б. П. Шереметев с курьером прислал Скоропадскому шестëрку прекрасных немецких коней, а всевельможнейшей сожительнице передал красивые часы новой моды, да 2 материи новой же моды — французския золотая и серебряная да маленькую готоваленку, которая бывает всегда при покоех.
Используя связи в правительственных кругах России, добивалась увеличения своих маетностей, при этом не забывая и интересы своей многочисленной родни. Сама не раз бывала в столицах, завязывала знакомства со столичными сановникам. Когда Пётр I, из политических расчетов, стал сватать дочь Скоропадского за сына П. А. Толстого, она в 1716 обратилась к Екатерине Алексеевне с ходатайством о том, чтобы от государя в приданое её дочери были отданы богатые маетности, и эти просьбы были исполнены.
В начале 1711 царю поступил очередной донос на семью гетмана Скоропадского, в котором Анастасия Марковна обвинялась в неблагонадëжности.
В 1722 г. со своей особой свитой Анастасия Марковна сопутствовала гетману при его поездке в Москву с поздравлениями по поводу заключения Ништадского мира.
После смерти Скоропадского подверглась притеснениям со стороны нового гетмана Апостола.
В 1729 г. вдова Скоропадская, последний раз была в Москве и снова выпросила у императрицы новые маетности на прожитие себе и овдовевшей уже к тому времени своей дочери.
Была энергичной и властной женщиной, известной своим решительным характером, при этом ей были присущи живость и общительность. Обладающая природными способностями и острым умом, она, однако, осталась неграмотной.
Занималась благотворительной деятельностью, поддерживала православную церковь. В 1717 году вблизи дома своего в городе Глухове Анастасия Марковна Скоропадская устроила большую богадельню для больных и неимущих. Тогда же основала одноэтажную каменную церковь. При этом, согласно преданию, гетманша Скоропадская, не зная точно, в память которой из 3-х чествуемых православной церковью святых Анастасии дано ей имя, решила посвятить воздвигнутую церковь всем трëм святым Анастасиям. Старая церковь Св. Трех Анастасий была домовой гетманской церковью.
В начале века, получив согласие Петра, она основала Гамалиевский женский монастырь (теперь Шосткинский район Сумской области на Украине). Местом под будущий монастырь был определен пустырь под названием Харлампиево в 30 верстах от города Глухова. Гетманша вокруг этого места своею собственною суммою купила несколько мельниц и угодий, построила за свой счëт винокурню, заложила сад, подарила наследственный хутор своего отца — «Дубочаевский», а также 4 поселения (приселка) с людьми, там же на купленных грунтах поселëнных . После смерти гетманши Анастасии Марковны монастырю перешла значительная часть её многочисленных маетностей. После смерти мужа довольно часто приезжала в монастырь из Глухова и проживала здесь. 19 декабря 1729 года Настю Марковну Скоропадскую похоронили рядом с её мужем в монастыре.

## Семья
- Дочь от первого брака — Евдокия Голуб, жена генерального судьи И.Чарныша.
- Дочь от второго брака — Ульяна-Анастасия Скоропадская, жена графа П. Толстого, полковника нежинского.
- Брат — Андрей Маркович — малороссийский генеральный подскарбий.